# Sea (álbum)
Sea es el séptimo disco de estudio del cantante y compositor uruguayo Jorge Drexler. Fue publicado en España en el año 2001 por el sello Virgin, y fue producido por Juan Campodónico, con la producción asociada de Carlos Casacuberta y la coproducción del propio Drexler.

## Conceptos y grabación
La elección del nombre Sea se debe a un interés que Drexler tuvo por dicha palabra, tanto en el aspecto fonético y visual como en los significados que se han visto reflejados en las distintas canciones, relativos al paso del tiempo y al azar.
Pese a continuar con sus géneros habituales, Drexler decidió incursionar con otros estilos representativos de su país natal, como la murga y el candombe, combinados con sonidos actuales. Uno de estos ejemplos es la grabación de los tambores de la agrupación tradicional de candombe «La Calenda», fundada y encabezada por el Lobo Núñez.
Asimismo, la canción Tamborero fue inspirada en el Lobo Núñez y en la transmisión de elementos culturales como la música a través de las generaciones.

## Lista de canciones
Todas las canciones escritas y compuestas por Jorge Drexler, excepto donde se indica. 
| N.º   | Título                              | Duración |  |
| 1.    | «El Pianista Del Gueto De Varsovia» | 4:17     |  |
| 2.    | «Sea»                               | 3:45     |  |
| 3.    | «Causa Y Efecto» (Drexler/Minax)    | 4:03     |  |
| 4.    | «Horas»                             | 3:38     |  |
| 5.    | «Crece»                             | 3:10     |  |
| 6.    | «Tamborero»                         | 4:24     |  |
| 7.    | «Nada Menos»                        | 3:40     |  |
| 8.    | «Me Haces Bien»                     | 3:04     |  |
| 9.    | «Durante»                           | 3:17     |  |
| 10.   | «Raquel» (Drexler/Broza)            | 3:11     |  |
| 11.   | «Uno»                               | 2:49     |  |
| 12.   | «Un País Con El Nombre De Un Río»   | 4:10     |  |
| 43:00 |                                     |          |  |

## Premios y reconocimientos
Luego del éxito logrado por su trabajo predecesor Frontera, el álbum le permitió a Drexler recibir nuevos reconocimientos, entre los cuales se destacan su nominación a los MTV Latin Awards, a los Premios Grammy Latinos, y a los Premios Gardel de la música argentina.
Ese mismo año, Sea obtuvo el Disco de Oro por su gran cantidad de ventas en Uruguay, y también fue votado para posicionarse entre los 10 mejores álbumes del 2001 por la revista Rolling Stone Argentina.
La canción Me haces bien, que había sido creada para un comercial de la televisión argentina, ganó el premio Martín Fierro en la categoría de «mejor pieza publicitaria del año 2002» .
La banda brasileña de pop rock Nenhum de Nós grabó en 2005 la canción Raquel en su álbum Pequeno Universo y mantuvo más notable la unión entre la banda y la música en español.

## Certificaciones
| País    | Organismo certificador | Certificación | Ventas certificadas | Ref.  |
| ------- | ---------------------- | ------------- | ------------------- | ----- |
| Uruguay | CUD                    | Oro           | 3 000               | [ 5 ] |